# Исаев, Нурхан Исаевич
Нурхан Исаевич Исаев (род. 5 октября 1940, Шалкар, Актюбинская область, КазССР, СССР) — заслуженный работник МВД СССР (1988) и МВД РК (1991), кандидат юридических наук (1991), член-корреспондент АЕН РК (1999). Почётный гражданин г. Караганда.

## Биография
В 15 лет начал работать в районной заготовительной конторе. После окончания школы с отличием окончил ПТУ в Оренбургской области, после чего поступил на работу на Орский нефтеперерабатывающий завод. Служил в армии, в радиотехническом полку в Астрахани.
Окончил автомеханический факультет Карагандинский политехнический институт (1968), Карагандинскую высшую школу милиции МВД СССР (1982). В 1968—1969 годах — старший инженер-преподаватель на кафедре строительно-дорожных машин альма-матер, затем главный инженер Карагандинского химико-металлургического института (ХМИ). В 1969—1976 годах — последовательно заместитель командира батальона дорожно-патрульной службы ГАИ УВД Актюбинского облисполкома, командир батальона ГАИ УВД Актюбинской области. В 1976—1978 годах работал в Республиканском ГАИ, в 1978—1990 годах — заместитель начальника, начальник Управления ГАИ УВД Карагандинской области, заместитель начальника УВД Талды-Курганского облисполкома.
В 1991—1993 годах — начальник Карагандинской высшей школы МВД РК; в 1993—1995 годах — начальник Главного управления ГАИ МВД РК. В 1995—1998 годах — вице-президент Международной организации дорожного движения Швейцарской конфедерации (г. Женева). В 1998—2001 годах — Генеральный секретарь Международной организации «Евразийский Альянс Автомобилистов», заместитель председателя Союза водителей Казахстана. С 2001 года проректор Казахской Академии транспорта и коммуникации. Председатель совета ветеранов дорожной полиции МВД РК. Действительный член Международной академии транспорта.
Награждён медалями «За безупречную службу в органах внутренних дел» трёх степеней, «Ветеран труда», именным подарком и благодарственным письмом Президента РК. Почётный гражданин Караганды (23.09.2000).

## Семья
Отец — Иса Исаев, мать — Кунслу Исаева, жена — Алия Хамзиновна.